# Чернець Віктор Григорович
Ві́ктор Григо́рович Черне́ць (нар.Подібна, Черкаська область, УРСР — пом.19 лютого 2014 року, Умань, Україна) — громадський активіст, волонтер Євромайдану, загинув під колесами джипу. Герой України.

## Життєпис
Мешкав в с. Подібна Маньківського району Черкаської області. Після смерті залишилося двоє дітей.

## Як учасник Євромайдану
На трасі Одеса-Київ жителі села Маньківка та Умані біля села Подібна встановили блокпост на дорозі, щоб «тітушки» та спецпризначенці не дісталися до столиці. Водій невстановленого джипа, який пробивав дорогу внутрішнім військам, на великій швидкості 19 лютого збив Віктора, що спричинило смертельні наслідки.

## Вшанування пам'яті
У Черкасах Народна рада утворила комітет, який займається збором коштів на допомогу сім'ям черкащан, які загинули під час трагічних подій у Києві та на Черкащині.

### Нагороди
- Звання Герой України з удостоєнням ордена «Золота Зірка» (21 листопада 2014, посмертно) — за громадянську мужність, патріотизм, героїчне відстоювання конституційних засад демократії, прав і свобод людини, самовіддане служіння Українському народу, виявлені під час Революції гідності[1]
- Медаль «За жертовність і любов до України» (УПЦ КП, червень 2015) (посмертно)[2]

### В літературі
Київська поетеса Ирина Рассветная присвятила Віктору Чернецю вірш.